# Hackington
Hackington est une paroisse civile située à proximité de Canterbury dans le Kent. La principale zone d'habitation est le village de Tyler Hill. Elle est également connue sous le nom de St Stephen

Il s'agit d'une ancienne paroisse ecclésiastique.
Le village d'origine de Hackington était centré sur un green de village à l'emplacement actuel de l'église St Stephen de Hackington, des hospices de Manwood et de la maison publique Ye Olde Beverlie, un endroit toujours connu sous le nom de St Stephen's Green. Ye Olde Beverlie a servi de club-house du Berverley Cricket Club depuis sa création en 1835. Le club a changé de nom en 1842 pour devenir le Kent County Cricket Club, maintenant basé au St Lawrence Ground à Canterbury. Le village de Hackington est aujourd'hui entièrement intégré à la banlieue nord de la ville de Canterbury.